# Frank Oesterhelweg

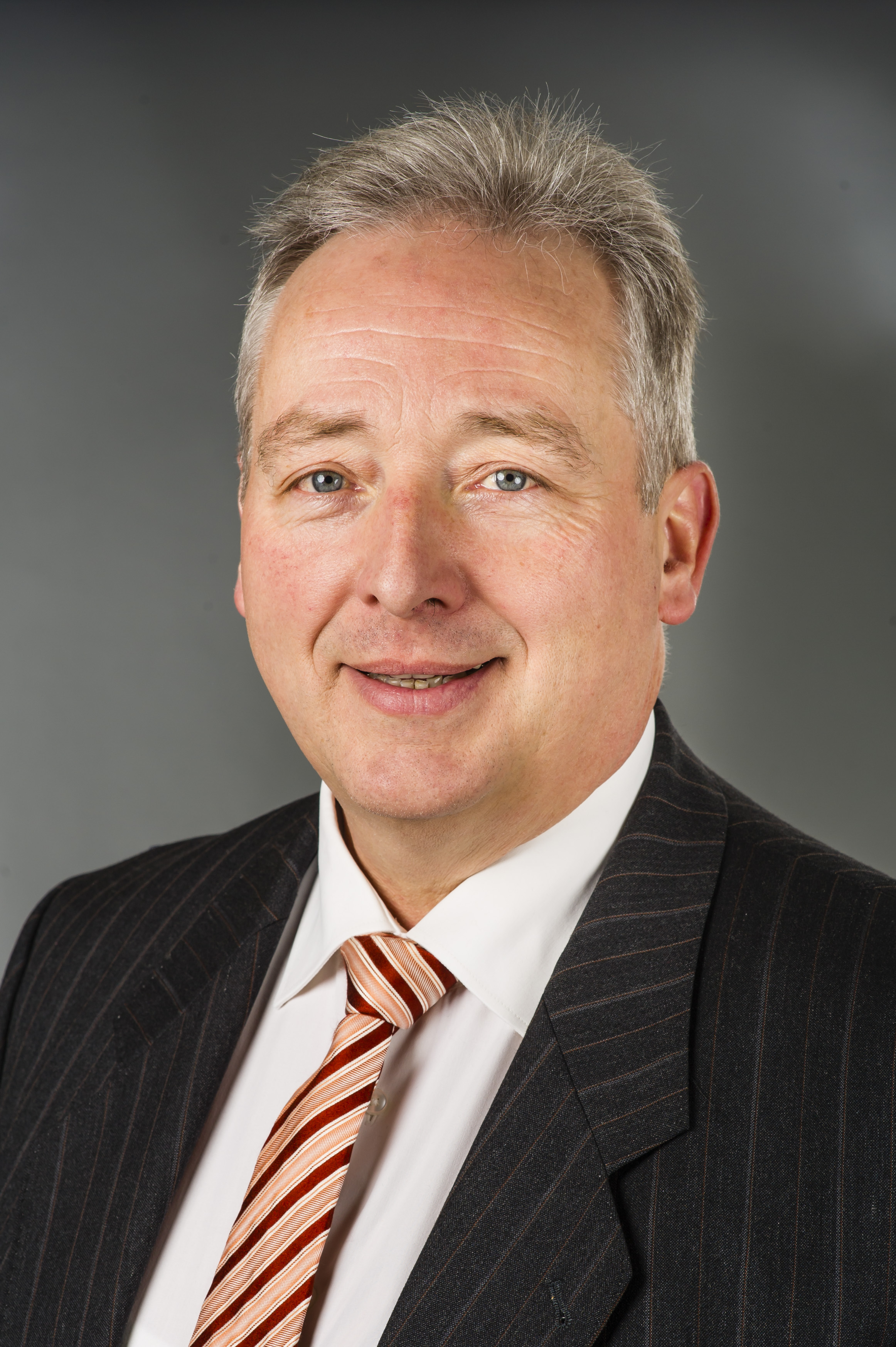
Frank Oesterhelweg (2018)

Frank Oesterhelweg (* 19. November 1961 in Wolfenbüttel) ist ein deutscher Politiker (CDU). Er war von Oktober 2002 bis November 2022 Mitglied des Niedersächsischen Landtages.

## Ausbildung und Beruf
Nach seinem Abitur in Wolfenbüttel und Wehrdienst beim Panzeraufklärungsbataillon 1 in Braunschweig machte er eine landwirtschaftliche Lehre in den Landkreisen Gifhorn und Göttingen. Anschließend absolvierte er ein landwirtschaftliches Studium an der Fachhochschule Rendsburg und schloss dieses mit dem Grad des Diplom-Ingenieurs (FH) ab. Seit dem Jahr 1987 ist er selbstständiger Landwirt in Werlaburgdorf.

## Politik
Seit 1976 ist Oesterhelweg zunächst in der Jungen Union und seit 1978 auch in der CDU aktiv. Seit dem Jahr 2002 ist er Vorsitzender des CDU-Kreisverbandes Wolfenbüttel. Im Jahr 2010 wurde er Vorsitzender des CDU-Landesverbands Braunschweig und war in dieser Funktion auch beratendes Mitglied im niedersächsischen Landes- sowie dem Bundesvorstand seiner Partei. Im Mai 2023 wurde Christoph Plett zu seinem Nachfolger gewählt.
Frank Oesterhelweg war 25 Jahre lang Mitglied des Rates der Gemeinde Werlaburgdorf, 20 Jahre davon als Bürgermeister. Er ist Kreistagsabgeordneter und gehört der Verbandsversammlung des Regionalverbandes Großraum Braunschweig an.
Er kandidierte bereits 1994 und 1998 und kam im Jahr 2002 als Listennachrücker für Rita Pawelski in den Niedersächsischen Landtag. Im Jahr darauf wurde er für den Wahlkreis Schöppenstedt direkt in den Landtag gewählt und war dort für die Legislaturperiode forstpolitischer Fraktionssprecher. Nach vorheriger interner CDU-Kampfabstimmung gegen die bisherige Landtagsabgeordnete Britta Siebert trat Oesterhelweg bei der Landtagswahl 2008 im Wahlkreis Wolfenbüttel-Nord als Direktkandidat an und wurde mit 43,4 Prozent der Erststimmen erneut in den Landtag gewählt. In den Jahren 2008 bis 2013 war er Vorsitzender des Ausschusses für Ernährung, Landwirtschaft, Verbraucherschutz und Landesentwicklung. Bei der Landtagswahl 2013 wurde er erneut direkt gewählt. In der CDU-Landtagsfraktion wurde er stellvertretender Fraktionsvorsitzender sowie Sprecher für Verbraucherschutz und Tierschutz.
Im Juli 2011 unterlag Oesterhelweg vor dem Landgericht Hamburg dem damaligen Linksfraktionschef Gregor Gysi. Oesterhelweg hatte diesen als „Mitarbeiter der Stasi“ bezeichnet. Das Gericht untersagte Oesterhelweg, dies weiterhin zu behaupten.
In einem Artikel im „Wolfenbütteler Schaufenster“ vom 10. Januar 2016 forderte Oesterhelweg unter dem Eindruck der Übergriffe in Köln an Silvester 2015/16, die Polizei solle bei derartigen Vorfällen notfalls von der Schusswaffe Gebrauch machen. Diese Forderung wurde bereits am darauffolgenden Tag von der Gewerkschaft der Polizei auf deren Internetportal entschieden zurückgewiesen.
Im Vorfeld der Landtagswahl 2017 wurde Oesterhelweg in das Schattenkabinett des CDU-Spitzenkandidaten Bernd Althusmann berufen. Er war für das Umweltressort vorgesehen, das jedoch nach den Koalitionsverhandlungen Olaf Lies (SPD) übernahm. Oesterhelweg verlor seinen Wahlkreis an Dunja Kreiser (SPD), erhielt jedoch über die Landesliste wieder einen Sitz im Parlament und wurde zum Vizepräsidenten des Landtages gewählt.
Im Jahr 2018 stieß Oesterhelweg eine Debatte um die Gründung eines CSU-Landesverbands in Niedersachsen an.
Bei der Landtagswahl 2022 trat Oesterhelweg nicht erneut an.

## Zivilgesellschaftliches Engagement
Oesterhelweg ist Mitglied der Lenkungsgruppe und Vorsitzender des Fördervereins „Archäologischer Park Kaiserpfalz Werla“ und gehört dem Stiftungsrat der Stiftung Braunschweigischer Kulturbesitz an.
Weitere Mitgliedschaften bestehen u. a. in der Freiwilligen Feuerwehr, im Deutschen Roten Kreuz, im Weißen Ring, bei der Verkehrswacht Wolfenbüttel und bei der DLRG.

## Privates
Oesterhelweg ist verheiratet und hat zwei Töchter. Er ist evangelisch-lutherischer Konfession.